# امانوئل پوگاتتس
امانوئل پوگاتتس (آلمانی: Emanuel Pogatetz؛ زادهٔ ۱۶ ژانویهٔ ۱۹۸۳) بازیکن سابق و مربی فوتبال اهل اتریش است.
از باشگاه‌هایی که در آن بازی کرده‌است می‌توان به باشگاه فوتبال بایر ۰۴ لورکوزن، باشگاه فوتبال هانوفر ۹۶، باشگاه فوتبال نورنبرگ، باشگاه فوتبال اسپارتاک مسکو، باشگاه فوتبال وستهام یونایتد، باشگاه فوتبال گراتس، باشگاه فوتبال ارو، باشگاه فوتبال یونیون برلین، باشگاه فوتبال میدلزبرو، باشگاه فوتبال کلمبوس کرو، و باشگاه فوتبال اشتورم گراتس اشاره کرد.
وی همچنین در تیم‌های ملی فوتبال زیر ۲۱ سال اتریش و اتریش بازی کرده‌است.